# Ancylolomia locupletellus
Ancylolomia locupletellus is een vlinder uit de familie grasmotten (Crambidae). De wetenschappelijke naam van deze soort is voor het eerst geldig gepubliceerd in 1844 door Kollar.
De soort komt voor in tropisch Afrika.